# احمد قاضی
احمد قاضی (۷ تیر ۱۳۱۵ در قاضی‌آباد مهاباد – ۱۷ خرداد ۱۳۹۴) نویسنده، مترجم، روزنامه‌نگار، زبان‌شناس و سخنور نامور کرد بود. ایشان کتاب‌های گوناگونی را از فارسی و انگلیسی به کردی ترجمه کرد. از احمد قاضی به فارسی هم آثاری منتشر شده‌است که در آن میان «خلاصه تاریخ کردستان» جایگاه ویژه‌ای دارد.

## پیشینه
احمد قاضی سال ۱۳۱۵ در قاضی آباد شهرستان مهاباد به دنیا آمد و در سال ۱۳۳۷ از دانشگاه تهران موفق به اخذ مدرک لیسانس زبان و ادبیات انگلیسی شد. در سال‌های دهه ۱۳۴۰ به اتهام همکاری با حزب دموکرات کردستان به هشت سال زندان محکوم شد که پس از تحمل چهار سال زندان آزاد گشت. احمد قاضی اولین اثر خود که ترجمهٔ رمان «شب بی‌پایان» بود را در زندان منتشر کرد.
پس از فوت هیمن مسئولیت سردبیری مجله ادبی فرهنگی سروه به مدت بیست سال بر دوش ایشان بود. احمد قاضی ۱۷ خرداد ۱۳۹۴ به علت بیماری سرطان در شهر تهران درگذشت و در محل مقبرةالشعرا شهر مهاباد به خاک سپرده شد.

## آثار
از ایشان بیش از ۲۰ کتاب شامل ترجمه، تألیف، تصحیح و گردآوری و حدود ۲۰۰ مقاله در مجله‌ها و روزنامه‌های مختلف به یادگار باقی مانده‌است.
ترجمه‌ها به فارسی:
- خواب، رؤیا، هیپنوتیزم
- کوهسار حقیقت
- شب بی پایان
- دوقلوهای عجیب
- نسل اژدها
- عصر غول‌ها
- صدام و بحران خلیج فارس
- کردستان بعد از جنگ خلیج فارس
- درد ملت (رمان کردی)
- غوغای درون (رمان کردی)

ترجمه‌ها به کردی:
- دوقلوهای عجیب (مارک توین)
- حماسه گیلگمش
- موش و گربه (عبید زاکانی)
- مسئلهٔ کرد در برابر ترکیه

تألیفات:
- رمان باقه بین (کردی)
- دستور زبان کردی (کردی، فارسی)
- خاطرات (کردی) (چاپ نشده)
- دیوان اشعار (کردی) (چاپ نشده)
- خلاصهٔ تاریخ کردستان (فارسی)
- مکالمات و خودآموز زبان کردی (فارسی)

تصحیح و گردآوری:
- دیوان سیف القضات
- خاطرات عبدالله ناهید